# Orica-BikeExchange/2016
Deze pagina geeft een overzicht van de Orica GreenEDGE-wielerploeg in 2016.  

## Algemeen
Sponsors: Orica
Algemeen manager: Shayne Bannan
Teammanager: Matthew White
Ploegleiders: Vittorio Algeri, Matthew Wilson, David McPartland, Neil Stephens, Julian Dean
Fietsen: Scott USA
Kopmannen: Caleb Ewan, Michael Matthews, Simon Gerrans, Esteban Chaves, Adam Yates, Simon Yates

## Transfers
| Inkomend                | Team 2015              | Uitgaand         | Team 2016                                   |
| ----------------------- | ---------------------- | ---------------- | ------------------------------------------- |
| Christopher Juul-Jensen | Tinkoff-Saxo           | Adam Blythe      | Tinkoff                                     |
| Luka Mezgec             | Team Giant-Alpecin     | Leigh Howard     | IAM Cycling                                 |
| Rubén Plaza             | Lampre-Merida          | Simon Clarke     | Cannondale Pro Cycling Team                 |
| Amets Txurruka          | Caja Rural-Seguros RGA | Cameron Meyer    | Dimension Data                              |
| Jack Haig               | Stage                  | Pieter Weening   | Roompot Oranje Peloton                      |
| Robert Power            | Neo                    | Jens Mouris      | Drapac Professional Cycling                 |
| Alexander Edmondson     | Neo                    | Ivan Santaromita | Skydive Dubai Pro Cycling Team-Al Ahli Club |
| King Lok Cheung         | HKSI Pro Cycling Team  | Brett Lancaster  | Gestopt                                     |

## Renners
| Naam                                            | Geboortedatum | Nationaliteit       | Ploeg 2015             |
| ----------------------------------------------- | ------------- | ------------------- | ---------------------- |
| Michael Albasini                                | 20-12-1980    | Zwitserland         |                        |
| Sam Bewley                                      | 22-07-1987    | Nieuw-Zeeland       |                        |
| Esteban Chaves                                  | 17-01-1990    | Colombia            |                        |
| Hongkongs kampioen King Lok Cheung (vanaf 8/02) | 08-02-1991    | Hongkong            | HKSI Pro Cycling Team  |
| Magnus Cort                                     | 16-01-1993    | Denemarken          |                        |
| Mitchell Docker                                 | 02-10-1986    | Australië           |                        |
| Luke Durbridge                                  | 09-04-1991    | Australië           |                        |
| Alexander Edmondson                             | 22-12-1993    | Australië           | Neo                    |
| Caleb Ewan                                      | 11-07-1994    | Australië           |                        |
| Simon Gerrans                                   | 16-05-1980    | Australië           |                        |
| Jack Haig                                       | 06-09-1993    | Australië           | Stage                  |
| Mathew Hayman                                   | 20-04-1978    | Australië           |                        |
| Michael Hepburn                                 | 17-08-1991    | Australië           |                        |
| Damien Howson                                   | 13-08-1992    | Australië           |                        |
| (ITT) Daryl Impey                               | 06-12-1984    | Zuid-Afrika         |                        |
| (ITT) Christopher Juul-Jensen                   | 06-07-1989    | Denemarken          | Tinkoff-Saxo           |
| Jens Keukeleire                                 | 23-11-1988    | België              |                        |
| Michael Matthews                                | 26-09-1990    | Australië           |                        |
| Christian Meier                                 | 21-02-1985    | Canada              |                        |
| Luka Mezgec                                     | 27-06-1988    | Slovenië            | Team Giant-Alpecin     |
| Rubén Plaza                                     | 29-02-1980    | Spanje              | Lampre-Merida          |
| Robert Power                                    | 11-05-1995    | Denemarken          | Neo                    |
| Svein Tuft                                      | 09-05-1977    | Canada              |                        |
| Amets Txurruka                                  | 10-11-1982    | Spanje              | Caja Rural-Seguros RGA |
| Adam Yates                                      | 07-08-1992    | Verenigd Koninkrijk |                        |
| Simon Yates                                     | 07-08-1992    | Verenigd Koninkrijk |                        |

## Overwinningen
Bay Cycling Classic
1e etappe: Caleb Ewan
2e etappe: Caleb Ewan
4e etappe: Caleb Ewan
Eindklassement: Caleb Ewan
Tour Down Under
1e etappe: Caleb Ewan
3e etappe: Simon Gerrans
4e etappe: Simon Gerrans
6e etappe: Caleb Ewan
Eindklassement: Simon Gerrans
Puntenklassement: Simon Gerrans
Herald Sun Tour
2e etappe: Caleb Ewan
Parijs-Nice
Proloog: Michael Matthews
2e etappe: Michael Matthews
Puntenklassement: Michael Matthews
Ronde van La Rioja
Winnaar: Michael Matthews
Parijs-Roubaix
Winnaar: Mathew Hayman
Ronde van Romandië
5e etappe: Michael Albasini
Puntenklassement: Michael Albasini
Ronde van Italië
14e etappe: Esteban Chaves
Ronde van Slovenië
1e etappe: Jens Keukeleire
Nationale kampioenschappen wielrennen
Hongkong - tijdrit: King Lok Cheung
Hongkong - wegrit: King Lok Cheung
Zuid-Afrika - tijdrit: Daryl Impey
Ronde van Frankrijk
10e etappe: Michael Matthews
Jongerenklassement: Adam Yates
Prueba Villafranca de Ordizia
Winnaar: Simon Yates
Ronde van Denemarken
2e etappe: Magnus Cort Nielsen
EuroEyes Cyclassics
Winnaar: Caleb Ewan
Ronde van Spanje
6e etappe: Simon Yates
12e etappe: Jens Keukeleire
18e etappe: Magnus Cort Nielsen
21e etappe: Magnus Cort Nielsen
Ronde van de Toekomst
7e etappe: Nick Schultz
Ronde van Groot-Brittannië
8e etappe: Caleb Ewan
Ronde van Emilia
Winnaar: Esteban Chaves
Duo Normand
Winnaars: Luke Durbridge, Svein Tuft
Ronde van Lombardije
Winnaar: Esteban Chaves
Mannen: 2012 · 2013 · 2014 · 2015 · 2016 · 2017 · 2018 · 2019 · 2020 · 2021 · 2022 · 2023 · 2024  · 2025
Vrouwen: 2012 · 2013 · 2014 · 2015 · 2016 · 2017 · 2018 · 2019 · 2020 · 2021 · 2022 · 2023 · 2024 · 2025
AG2R-La Mondiale · Astana Pro Team · BMC Racing Team · Cannondale Pro Cycling Team · Dimension Data · Etixx-Quick Step · FDJ · Team Giant-Alpecin · IAM Cycling · Team Katjoesja · Lampre-Merida · Team LottoNL-Jumbo · Lotto Soudal · Movistar Team · Orica GreenEDGE · Team Sky · Tinkoff · Trek-Segafredo